# Усть-Лосиха
Усть-Лосиха — упразднённое село в Алтайском крае России. Входило в городской округ город Барнаул. Исключено из учётных данных в 2004 г.

## Географическое и административное положение
Располагалось на правом берегу реки Лосиха, в 3 км к востоку от Барнаула.

## История
Решением Барнаульской городской думы от 21 октября 2004 г. № 49, село Усть-Лосиха исключено из административного учёта.

## Население
При проведении переписи 2001 г. населённый пункт не учитывался.